# Malacocephalus okamurai
Malacocephalus okamurai és una espècie de peix de la família dels macrúrids i de l'ordre dels gadiformes que es troba a la Guaiana Francesa i el Brasil.
Els mascles poden assolir 28 cm de llargària total.
És un peix d'aigües profundes que viu entre 229-411 m de fondària.